# Gene Louw
Pour les articles homonymes, voir Louw.
Eugene van der Merwe Louw (né le 15 juillet 1931 au Cap en Afrique du Sud et mort le 12 octobre 2015 à Durbanville en Afrique du Sud) est un homme politique sud-africain.
Membre du parti national, maire de Durbanville (1967-1972), député de Malmesbury (1972-1974), de Durbanville (1974-1979) et de Paarl (1989-1994), il fut administrateur de la province du Cap (1979-1989) puis ministre du Développement constitutionnel et de la planification dans le gouvernement de Pieter Botha avant d'être successivement ministre des affaires internes (1989-1992), ministre de l'éducation nationale (1990), ministre des travaux publics (1992-1993) et ministre de la défense (1992-1993) dans le gouvernement de Klerk. Il fut également le dernier président de la chambre de l'assemblée (1991-1994). 

## Biographie
Fils ainé de Anath Louw et de son épouse Johanna Magdalena De Jager, Gene Louw effectua sa scolarité à Bellville et commence la vie active comme employé au conseil provincial du Cap (1949-1952). Durant ses études de droit à l'université de Stellenbosch, il préside le conseil de représentation des étudiants (1956/57).
Président du parti national pour la section de Durbanville durant 10 ans, il est élu conseiller municipal et exerce durant 5 ans les fonctions de maire (1967-1972). Il est élu député en 1972 dans la circonscription de Malmesbury (qui comprend Durbanville) et est réélu en 1974 et 1977 dans la nouvelle circonscription de Durbanville.
En 1979, il est nommé administrateur de la province du Cap, fonction qu'il exerce durant 10 ans jusqu'à son élection au parlement en 1989 dans la circonscription de Paarl. Il entre alors au cabinet du gouvernement de Klerk en tant que ministre de l'intérieur. 
Après plusieurs postes ministériels et avoir présidé la chambre de l'assemblée, il se retire de la vie politique en 1994 pour reprendre sa profession d'avocat à Durbanville où il meurt des suites d'une leucémie en octobre 2015. 

## Sources
- Shelagh Gastrow, Who's who in South African Politics, Ravan press, 1993, p 127 et s.
- CV
- Nécrologie, Netwerk24, 21 octobre 2015